# Bodenfelde
Bodenfelde est une municipalité allemande du land de Basse-Saxe et l'arrondissement de Northeim.

## Quartiers
- Amelith